# 岡保生
岡 保生（おか やすお、1923年3月31日 - 1999年2月4日）は、日本の日本文学研究者。専門は、日本近代文学。三重県伊勢市生まれ。1945年、早稲田大学国文科卒。昭和女子大学教授、青山学院大学教授を経て、青山学院大学名誉教授。尾崎紅葉、小栗風葉といった硯友社の作家の実証的な研究を行った。

## 著書
単著
- 『尾崎紅葉 その基礎的研究』東京堂 1953
- 『尾崎紅葉の生涯と文学』明治書院 1968
- 『評伝 小栗風葉』桜楓社 1971
- 『近代文学の異端者 日本近代文学外史』角川選書 1976
- 『樋口一葉 薄倖の才媛』新典社 1982（日本の作家）
- 『尾崎紅葉 明治文壇の雄』新典社 1984（日本の作家）
- 『明治文学論集 1-2』新典社 1989
- 『文学の旅へ みだれ髪から』井伏鱒二 新典社 1998

共編著
- 『現代日本文学史』大久保典夫共著 桜楓社 1969
- 『坪内逍遥研究 座談会』稲垣達郎共編 近代文化研究所 1976
- 『島村抱月研究 座談会』稲垣達郎共編 近代文化研究所 1980
- 『短篇小説名作選』榎本隆司共編 現代企画室 1981

記念論集
- 『近代文芸新攷』新典社 1991